# Ferdinando di Lasso (Komponist, 1560)
Ferdinando di Lasso (* 1560 in München; † 1609 ebenda) war ein deutscher Komponist der Hochrenaissance.

## Leben
Ferdinando di Lasso wurde 1560 als Sohn von Orlando di Lasso und dessen Frau Regina (Wäckinger) geboren. Seine musikalische Ausbildung hat er wohl im väterlichen Haus absolviert, schließlich war Orlando der Lehrer von berühmten Komponisten wie zum Beispiel Giovanni Gabrieli oder Ivo de Vento. Er wurde schon früh in die Münchner Hofkapelle integriert, als ordentliches Mitglied wurde er 1583 angestellt. Nach seinem zeitweiligen Dienst (1585–1590) beim Grafen Eitel Friedrich IV. von Hohenzollern-Hechingen kehrte er nach München zurück, um in der verkleinerten Hofkapelle als „Tenorist“ und dann 1602 als deren Leiter zu wirken. Die Glanzzeit der Kapelle war vorüber, denn Herzog Wilhelm V. ordnete nur noch Kirchendienst an, was dann auch die Vielzahl seiner geistlichen Kompositionen erklärt. Er starb nach längerer Krankheit 1609 im Alter von 49 Jahren. Er hatte einen Sohn Ferdinando di Lasso, somit ein Enkel Orlandos, der 1616 bis 1629 Kapellmeister am Hof des Herzogs in München war. Er komponierte ebenfalls und starb 1636 in Reischach.